# Цецкя (комуна)
Цецкя (рум. Țețchea) — комуна у повіті Біхор в Румунії. До складу комуни входять такі села (дані про населення за 2002 рік):
- Субп'ятре (618 осіб)
- Телекіу (752 особи)
- Хотар (933 особи)
- Цецкя (838 осіб) — адміністративний центр комуни

Комуна розташована на відстані 411 км на північний захід від Бухареста, 30 км на схід від Ораді, 101 км на захід від Клуж-Напоки.

## Населення
За даними перепису населення 2002 року у комуні проживала 3141 особа.
Національний склад населення комуни:
| Національність | Кількість осіб | Відсоток |
| -------------- | -------------- | -------- |
| румуни         | 2245           | 71,5%    |
| цигани         | 586            | 18,7%    |
| угорці         | 287            | 9,1%     |
| словаки        | 22             | 0,7%     |
| українці       | 1              | < 0,1%   |

Рідною мовою назвали:
| Мова       | Кількість осіб | Відсоток |
| ---------- | -------------- | -------- |
| румунська  | 2490           | 79,3%    |
| циганська  | 343            | 10,9%    |
| угорська   | 287            | 9,1%     |
| словацька  | 15             | 0,5%     |
| українська | 1              | < 0,1%   |
| німецька   | 1              | < 0,1%   |

Склад населення комуни за віросповіданням:
| Релігія        | Кількість осіб | Відсоток |
| -------------- | -------------- | -------- |
| православні    | 2454           | 78,1%    |
| реформати      | 366            | 11,7%    |
| п'ятдесятники  | 171            | 5,4%     |
| баптисти       | 110            | 3,5%     |
| римо-католики  | 25             | 0,8%     |
| греко-католики | 5              | 0,2%     |
| не релігійні   | 4              | 0,1%     |
| атеїсти        | 1              | < 0,1%   |